# Пино, Хуан Пабло
Хуа́н Па́бло Пи́но Пуэ́льо (исп. Juan Pablo Pino Puello; род. 30 марта 1987, Картахена, Колумбия) — колумбийский футболист, нападающий.

## Карьера
Дебютировал в чемпионате Франции 10 февраля 2007 года, в матче 24-го тура против ПСЖ, выйдя на замену на 73-й минуте вместо Жереми Менеза. Всего в сезоне 2007/08 он провёл за «Монако» 16 матчей. Затем, в зимнее трансферное окно он перешёл в бельгийский «Шарлеруа», где провёл на правах аренды 4 матча. 24 марта 2010 года в 1/4 финала Кубка Франции в матче против «Сошо» он в добавленное время забил гол и перевёл игру в овертайм, в котором Мусса Маазу забил победный мяч.
В июле 2010 Пино подписал соглашение с клубом «Галатасарай».

## Достижения
- Чемпион Греции: 2013
- Обладатель Кубка Греции: 2013